# Freibad

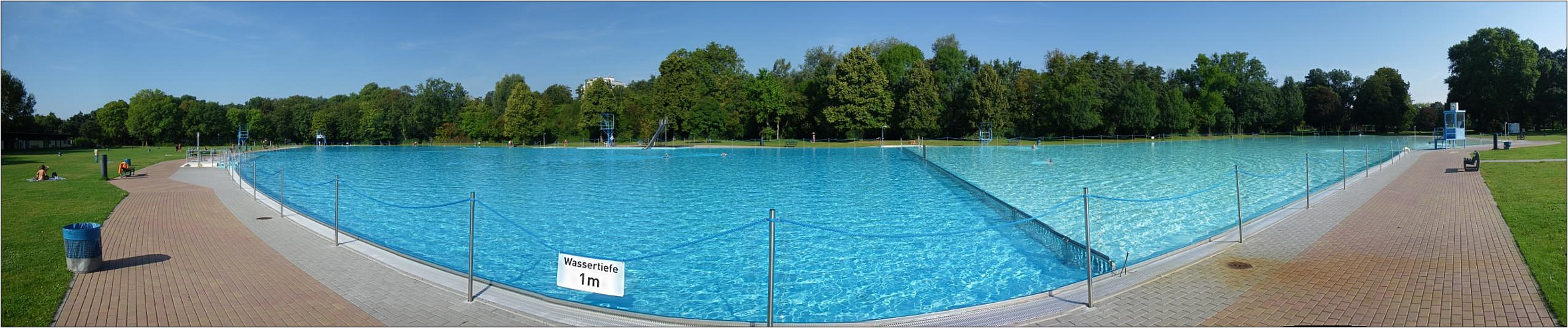
Das Brentanobad in Frankfurt am Main ist das größte Beckenbad Deutschlands

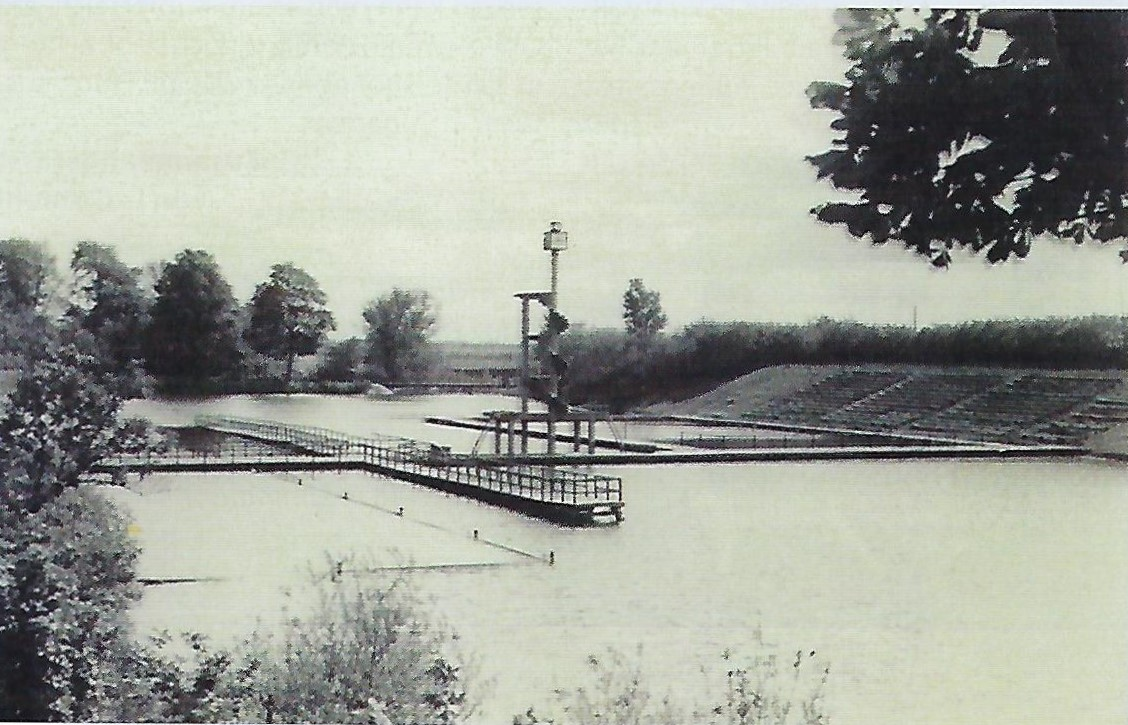
Königsberger Kupferteich,
17.000 m^{2} Wasserfläche

Ein Freibad ist eine im Freien angelegte öffentliche Badeanstalt. Diese Anlage besteht neben der eigentlichen Schwimmgelegenheit auch aus Umkleidekabinen, Toiletten, Liegeflächen und wird von Aufsichtspersonen überwacht. Für die Benutzung der Anlagen wird normalerweise eine Gebühr erhoben.

## Funktion
Ein Freibad besteht entweder aus einem abgegrenzten Bereich eines fließenden oder stehenden Gewässers oder aus einem im Freien angelegten Schwimmbad. Dieses Schwimmbad hat meist eine rechteckige Form und genormte Abmessungen, damit darin sportliche Wettkämpfe stattfinden können. Die Schwimmbeckenlänge beträgt normalerweise 25 m oder 50 m. Oft ist auch ein Sprungturm vorhanden. Meist befinden sich auch Planschbecken für Kinder in einer solchen Anlage. Meist sind auch Rutschen vorhanden. Auf den Freiflächen werden zusätzliche Freizeitvergnügungen angeboten, wie z. B. Tischtennisplatten, Beach-Volleyball-Felder, Schachfelder. Für die Verköstigung sorgt meist ein Kiosk. In vielen Städten gibt es auch die Bezeichnung Sommerbad, da die Bäder in den kälteren Monaten geschlossen sind. Liegt das Freibad im Inneren oder am Rand eines Waldes, spricht man von einem 
Waldbad.

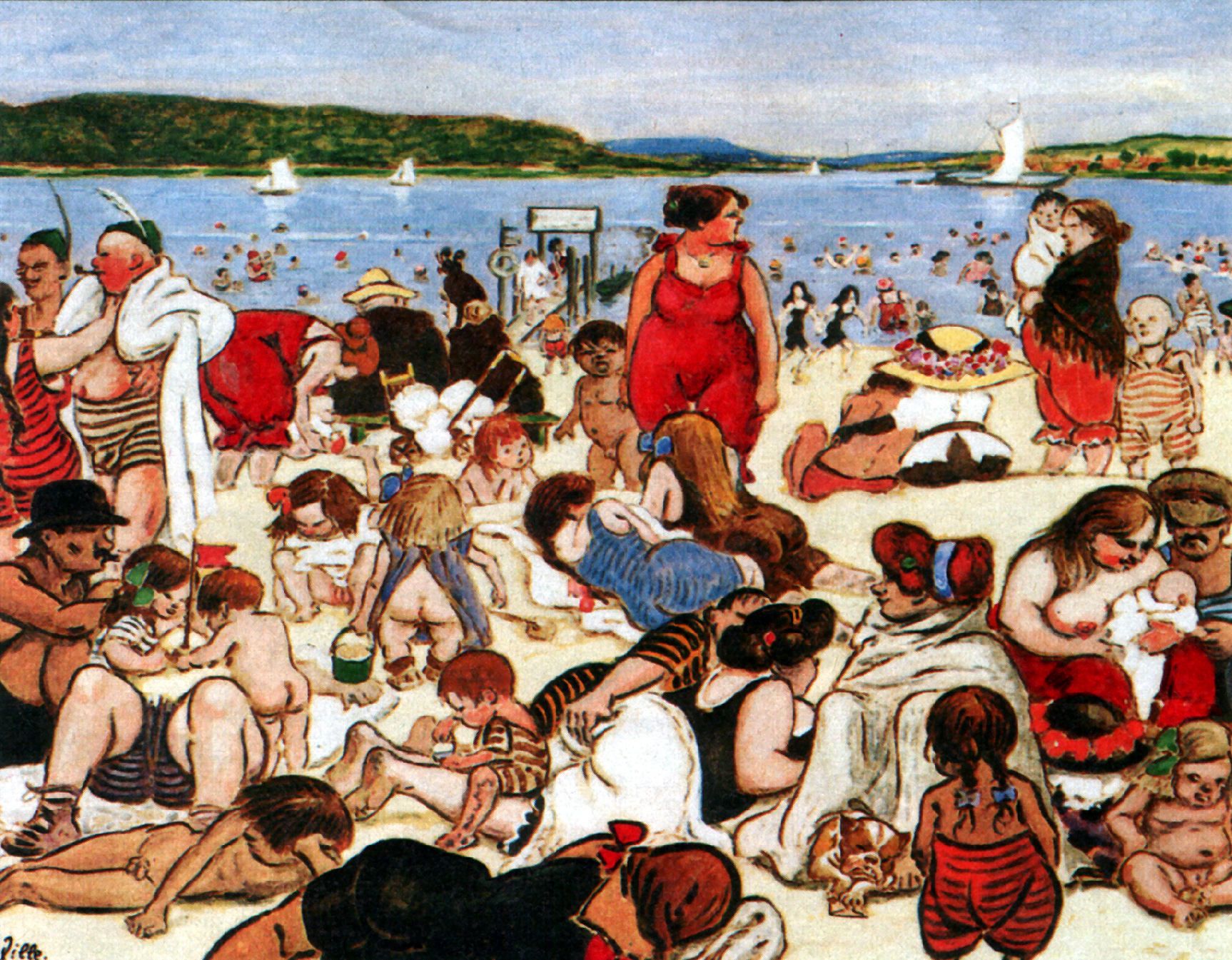
Berliner Strandleben (Heinrich Zille, 1901)

Im Unterschied zu den meist kostenpflichtigen Freibädern gibt es Seen, die unentgeltlich zum Baden und Schwimmen genutzt werden. Diese werden Badeseen genannt und verfügen über keine oder nur geringe bauliche Ausstattungen. Als berüchtigtes Beispiel hat Heinrich Zille den Wannsee (Berlin) gemalt.
Die nächtlichen Wärmeverluste eines Freibades können mittels einer Schwimmbadabdeckung um 40–50 % reduziert werden.
2025 gab es in Deutschland 2.416 reine Freibäder, das sind 40 % aller Schwimmbäder.

## Geschichte

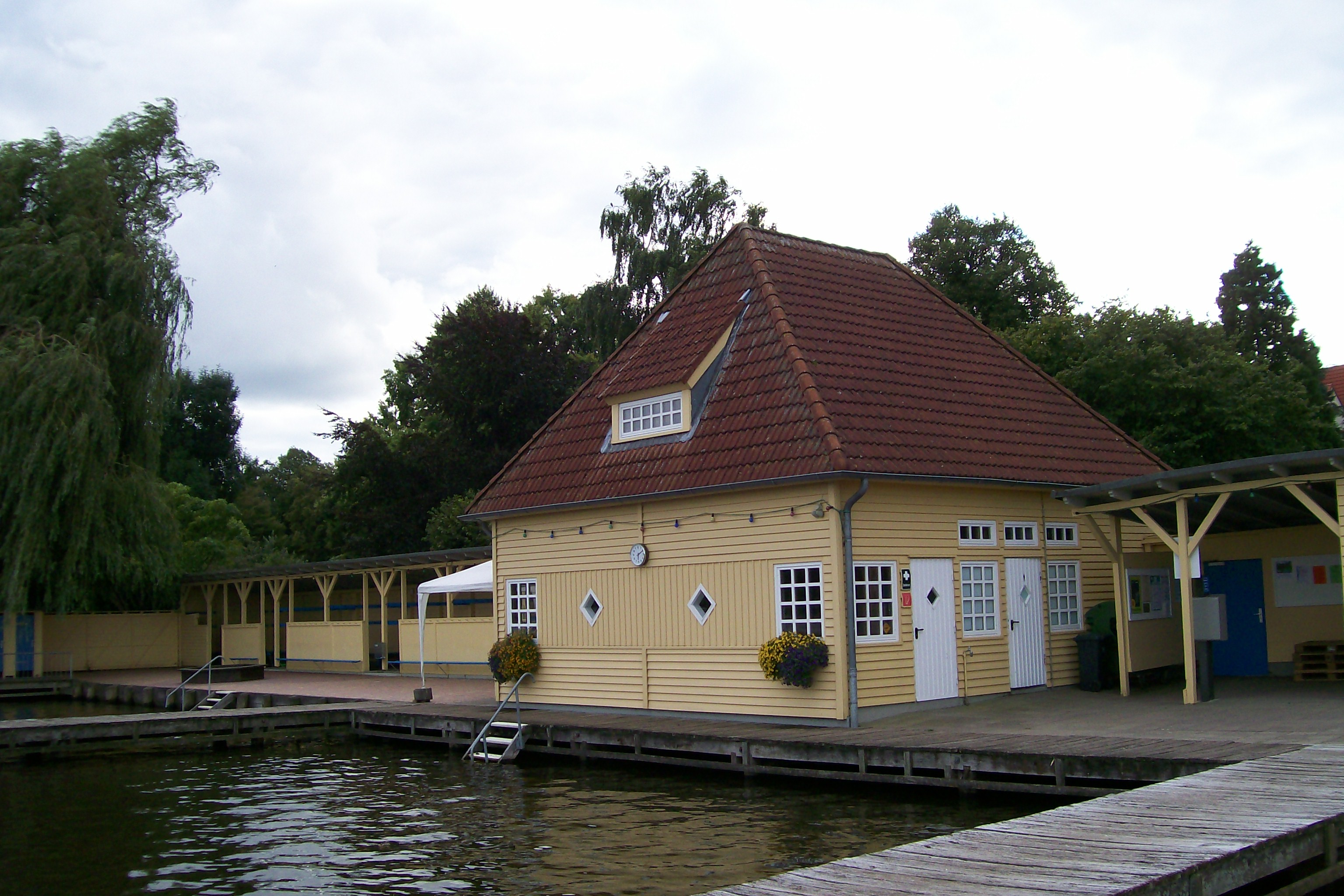
Freibad an der Falkenwiese

Die Badekultur der Antike ging im Mittelalter verloren – Baden galt bis zur Aufklärung als anrüchig und wurde erst gegen Ende des 18. Jahrhunderts wieder beliebter, als die ersten englischen Seebäder entstanden.
Um der Schicklichkeit Genüge zu tun, kamen im 19. Jahrhundert allerlei Vorrichtungen wie Bretterkisten, Badekarren und die ersten Strandkörbe zum Einsatz – dazu Badebekleidung, die den gesamten Körper verhüllten. Noch in der Mitte des 19. Jahrhunderts konnte das freie Schwimmen im Fluss bestraft werden.
Eines der ersten Freibäder Norddeutschlands war die Kreidemannsche Anstalt an der seit dem Mittelalter gestauten Wakenitz in der Hansestadt Lübeck. Es wurde 1799 von dem Schwimmlehrer Anton Kreidemann eröffnet und bestand bis 1898. Als Ersatz für das Schwimmbad, das im Zuge der Bauarbeiten für den Elbe-Lübeck-Kanal einem Düker weichen musste, eröffnete die Stadt Lübeck 1899 in der Nähe des Bades an der Wakenitz das bis heute existierende und unter Denkmalschutz stehende Freibad an der Falkenwiese. 
Die ersten Einrichtungen, die an heutige Freibäder erinnern, kamen mit den Flussbadeanstalten auf, bei denen ein Ponton mit Plattform und eingelassenem Schwimmbecken im Wasser verankert wurde. Oder man begann, flache Strandabschnitte von Seen zu sichern, einzuzäunen und mit einfachen hölzernen Umkleidekabinen, Kassenhäuschen und eventuell noch einem Kiosk zu versehen. Ein Schwimmmeister überwachte den Betrieb und sorgte für die nötige Sicherheit und Schicklichkeit. Die Umkleidekabinen standen in Reih und Glied und schirmten den Badebereich vor neugierigen Blicken ab. Das Freibad hatte ja nur eine kurze saisonale Nutzung im Hochsommer, weshalb gerade in der Anfängen des Freibadens einfache, provisorisch wirkende Holzbauten ausreichend erschienen. Ein bis heute nahezu unverändertes Exemplar dieser Art ist das 1926 errichtete Strandbad Altglashütten (Feldberg) am Windgfällweiher im Schwarzwald. Wo es keinen natürlichen Badesee gab, legte man einen künstlichen See an wie beispielsweise in Laupheim (Kreis Biberach), dort wurde 1933/34 am Rande der Stadt nach Plänen des Stadtbaumeisters Herrmann Gutknecht das Parkbad errichtet. Das Freibad war nun eine kommunale Bauaufgabe geworden. Als Österreichs ältestes Freibad wird die 1874 errichtete Schwimmschule im Wehrgraben in Steyr genannt.

## Sprachliche Besonderheiten
In der Stadt Fürth (und nur dort) stand der Begriff Freibad im Gegensatz zum Zahlbad: Das eine war ohne, das andere mit Eintrittsgeld zu besuchen. Beide waren natürliche Flussbäder im Freien. Erst 1955 mit der Eröffnung eines Freibades im heutigen Sinne glich sich der Begriff dem heutigen an. In gewisser Weise galt es aber auch für die Wiener Kinderfreibäder.
In vielen Kurorten gab es analog eine „Verabfolgung von ermäßigten und unentgeltlichen Bädern“ an Bedürftige und bei Mittellosigkeit sowie zum Beispiel in Bad Nauheim „nur an Militärpersonen vom Feldwebel abwärts und an Diakonissinnen.“ In Bad Kissingen gab es vom 1. Juli bis zum 15. August 1903 keine Freibäder an Unbemittelte. Freibäder waren also kostenlos abgegebene Wannenbäder.